# Gallery 1988
La Gallery One Nine Eight Eight, meglio conosciuta come Gallery 1988 o G1988, venne inaugurata nel 2004 a Los Angeles, California.
Fondata dai californiani Katie Cromwell e Jensen Karp, è diventata in breve tempo un punto di riferimento per la cultura pop mondiale, nonché luogo cult e trendy per il jet set statunitense. Solo nel giorno di apertura, infatti, furono calcolati circa 2500 visitatori, tra cui spiccavano i nomi di Jessica Alba, Nicole Richie, Seth Rogen, Samuel L. Jackson, Jonah Hill e Joss Whedon. Annualmente, la Galleria organizza due famosi eventi: il Crazy 4 Cult Show (in collaborazione con Kevin Smith e Scott Mosier) e l' Under the Influence (in collaborazione con Stan Lee). Entrambe le mostre, grazie all'esposizione di opere caratterizzate dai tipici tratti "somatici" degli autori pop, rendono omaggio ai simboli e ai personaggi che hanno influenzato (soprattutto negli anni ottanta e novanta) la cultura moderna. Nel 2011 venne aperta la seconda filiale a Santa Monica . Il sito online, inoltre, conta milioni di contatti ogni anno (soprattutto il blog), oltre a dare la possibilità di acquistare gadget o quadri esposti dall'altra parte del mondo.

## Politica della Galleria
L'obiettivo della Galleria è quello di dare una possibilità di visibilità a quegli artisti non emersi dal sommerso. Nonostante siano state molte le collaborazioni con aziende note al grande pubblico (Walt Disney Pictures, Capcom e Mattel ad esempio), infatti, l'obbiettivo rimane quello di lanciare giovani talenti (come, ad esempio, Edwin Ushiro e Hot Karl). Per questo è sufficiente, per essere presi in considerazione ed eventualmente prodotti, mandare una mail alla Galleria con le proprie opere o col link del proprio sito internet.